# Viktoria Salcher

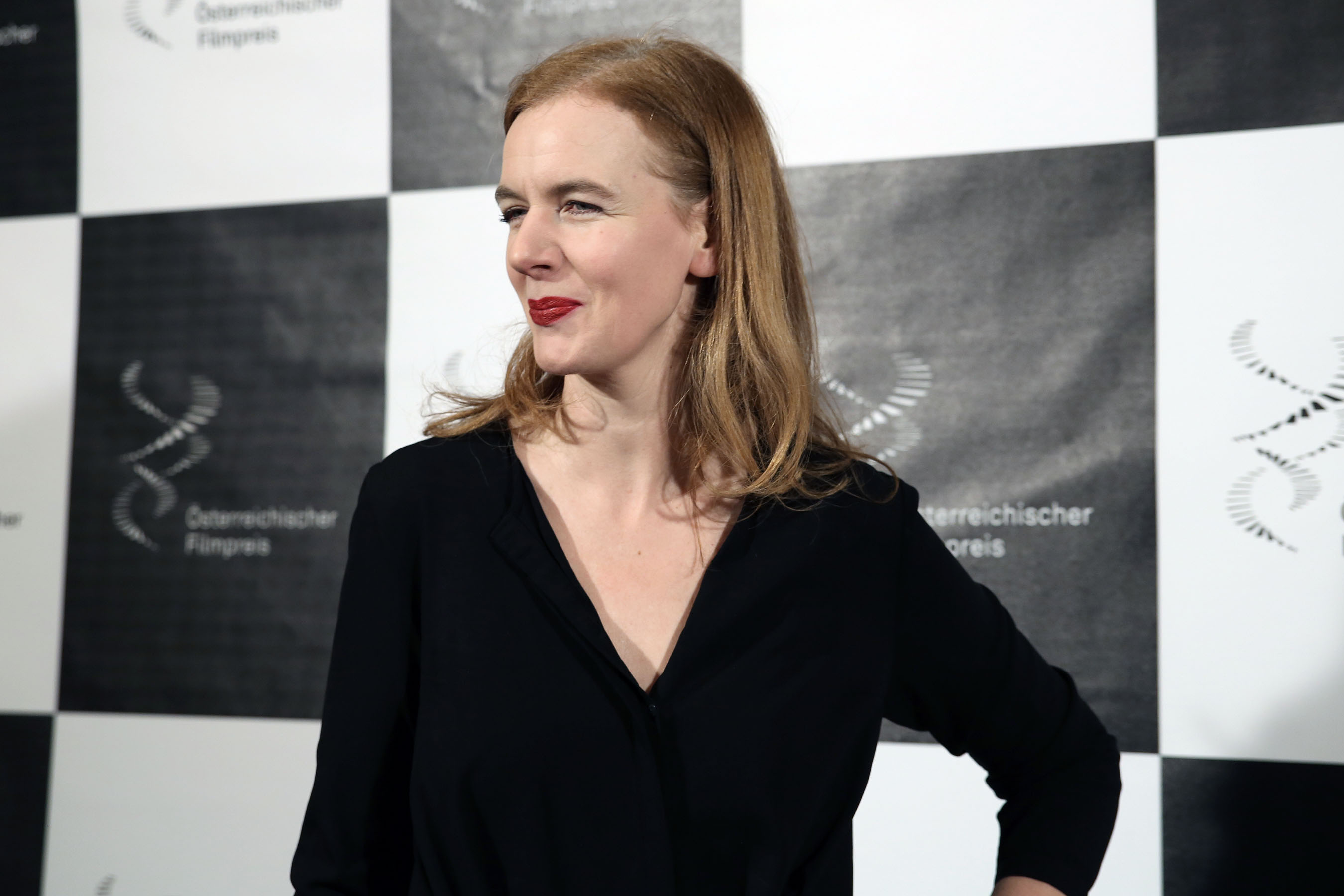
Viktoria Salcher (2013)

Viktoria Salcher (* 1967 in Wien) ist eine österreichische Filmproduzentin.

## Leben
Viktoria Salcher absolvierte nach der Matura eine Ausbildung zur Tourismuskauffrau. Danach war sie von 1989 bis 1993 bei Caligari Film in München und Synergy Film in Berlin tätig. Sie ging 1994 zurück nach Wien und übernahm die Projektleitung bei „hundertjahrekino“ in Zusammenarbeit mit dem Kurator Hans Hurch. Im Zeitraum von 1997 bis 2003 war Salcher Produktionsleiterin bei dem österreichischen Filmfestival Diagonale. Anschließend arbeitete sie als Producerin bei der österreichischen Filmproduktionsgesellschaft Allegro Film, bevor sie 2005 als Geschäftsführerin ans Schauspielhaus Wien wechselte. Seit 2008 ist Salcher Produzentin und Geschäftsführerin bei Prisma Film in Wien.
Sie gehört dem Vorstand der Austrian Film Commission an.

## Auszeichnungen

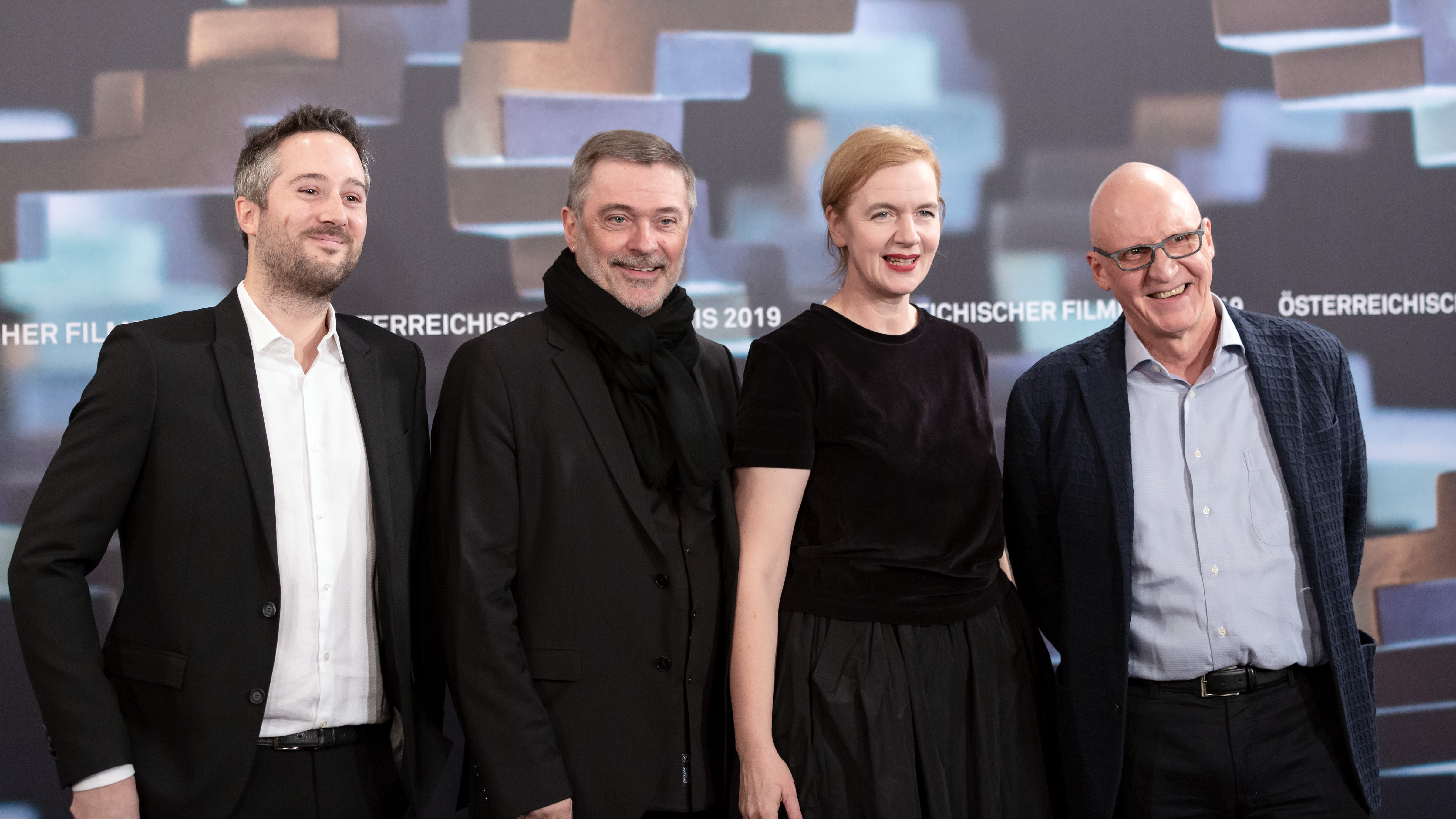
Das Produzententeam von Murer – Anatomie eines Prozesses, Adrien Chef, Paul Thiltges, Viktoria Salcher und Mathias Forberg, beim Österr. Filmpreis 2019

- Österreichischer Filmpreis 2013: Grenzgänger nominiert als bester Spielfilm
- Österreichischer Filmpreis 2014: Alphabet nominiert als bester Dokumentarfilm
- Deutscher Filmpreis 2014: Alphabet nominiert als bester Dokumentarfilm
- Österreichischer Filmpreis 2019: Murer – Anatomie eines Prozesses ausgezeichnet als bester Spielfilm

## Filmografie
- 2011: Am Ende des Tages
- 2012: Grenzgänger
- 2013: Alphabet
- 2014: Blick in Den Abgrund
- 2014: Von jetzt an kein zurück
- 2015: Planet Ottakring
- 2016: Die Mitte der Welt
- 2018: Murer – Anatomie eines Prozesses
- 2018: Backstage Wiener Staatsoper
- 2019: Glück gehabt
- 2021: Tatort: Die Amme[5]
- 2022: Mermaids don’t cry
- 2023: Heimsuchung